# Rhodostemonodaphne penduliflora
Rhodostemonodaphne penduliflora är en lagerväxtart som beskrevs av Madriñán. Rhodostemonodaphne penduliflora ingår i släktet Rhodostemonodaphne och familjen lagerväxter. Inga underarter finns listade i Catalogue of Life.